# Windows XP Embedded
Windows Embedded XP est la version embarquable de Windows XP dans des équipements autonomes (PDA, PC embarqués), elle est destinée à des intégrateurs OEM, ISV et IHV qui veulent disposer de l'environnement binaire Win32 dans un contexte hors bureautique. Windows Embedded XP est disponible sous la forme d'un ensemble de composants logiciels, ainsi que d'un kit de développement permettant de composer l'image de Windows XP voulue, en incluant tout ou partie des fonctionnalités (support de matériels, applications disponibles, accès au réseau, etc). Il suffit ensuite de transférer cette image vers le périphérique cible pour s'en servir.
Windows Embedded XP est basé sur les mêmes binaires que Windows XP Pro, par conséquent la compatibilité avec les applications et les pilotes existants est garantie. Les composants du kit de développement évoluent au rythme des mises à jour de sécurité de la plateforme XP Pro.
Il existe une version dédiée pour les POS (caisses de supermarché, kiosques, etc.), cette version Windows Embedded for Point Of Service ne comprend pas de kit de développement, le choix des composants se fait lors d'une installation préliminaire sur la machine cible.
Il n'y a aucune relation technique entre Windows Embedded XP et Windows Embedded CE, les binaires des applications et les pilotes ne sont pas compatibles entre ces deux systèmes. Windows Embedded XP ne fonctionne que sur les processeurs x86 en architecture PC.

## Kit de développement
Le kit de développement fourni permet de composer une image déployable de Windows Embedded XP. Cette image occupe moins de place que Windows XP Pro, car elle ne contient que les fonctionnalités nécessaires pour l'équipement dédié. Un système XPe peut également inclure des fonctions non disponibles sous XP Pro comme Enhanced Write Filter ou File Based Write Filter qui permettent de protéger des partitions en écriture.
La version payante du kit de développement coûte environ 995$, soit 780€. Il est également disponible gratuitement en version d'évaluation limitée à 120 jours (environ 4 mois) qui comprend les images Windows Embedded XP créées (à partir du premier boot) et outils de développement.
Le kit de développement (Windows Embedded XP Studio) est composé d'un ensemble d'applications :
- Un gestionnaire de base de données pour stocker les divers composants de Windows XP.
- Un éditeur de composant permettant d'ajouter les pilotes d'un matériel spécifique, et créer des dépendances à d'autres composants (par exemple les pilotes).
- Diverses applications utilitaires telles que TAP.EXE (Target Analyzer Probe) pour lister les périphériques de l'architecture sur laquelle ce programme est lancé.
- Un éditeur de configuration permettant de créer, modifier une configuration, vérifier les dépendances, et créer l'image bootable de Windows Embedded XP.